# Maladie de Roger
Le terme maladie de Roger est fréquemment utilisé pour désigner une petite communication interventriculaire sans conséquence et autorisant une vie strictement normale. Il fait référence à Henri-Louis Roger (1809-1891), cardiologue et pédiatre français, qui, le premier, décrivit ce type de communication interventriculaire en 1879.

## Conséquences
Habituellement, une communication inter-ventriculaire de type « maladie de Roger » :
- n'entraine aucune conséquence et autorise la pratique de tout sport, y compris en compétition ;
- chez une femme, autorise la grossesse, un accouchement par voie basse et un allaitement ;
- n'aura jamais besoin d'être opérée, une proportion élevée étant même susceptible de se fermer spontanément[2] ;
- ne nécessite aucun traitement médical à visée cardiologique.

## Complications

### Endocardite infectieuse
En présence d'une maladie de Roger, la seule précaution à prendre est la prévention de l'endocardite infectieuse, complication rare mais grave. Celle-ci passe par le traitement antibiotique de toute infection liée à une bactérie et l'éradication de tout foyer infectieux chronique, tout particulièrement dentaire. À ce titre, on a coutume de dire qu'un patient porteur d'une Maladie de Roger doit consulter son dentiste plus souvent (tous les 6 mois) que son cardiologue, en le prévenant de sa maladie afin que les soins dentaires soient faits sous antibiothérapie prophylactique.

### Insufisance aortique
Une surveillance cardiologique régulière reste cependant recommandée en raison de la possibilité qu'apparaisse au cours de l'évolution une insuffisance aortique (syndrome de Pezzi-Laubry),. Cette complication, rare, est la seule circonstance qui pourrait justifier la fermeture chirurgicale de telles communication interventriculaire (plus pour éviter l'aggravation de cette fuite aortique qu'en espérant la voir disparaitre).